# Ludgo kyrka

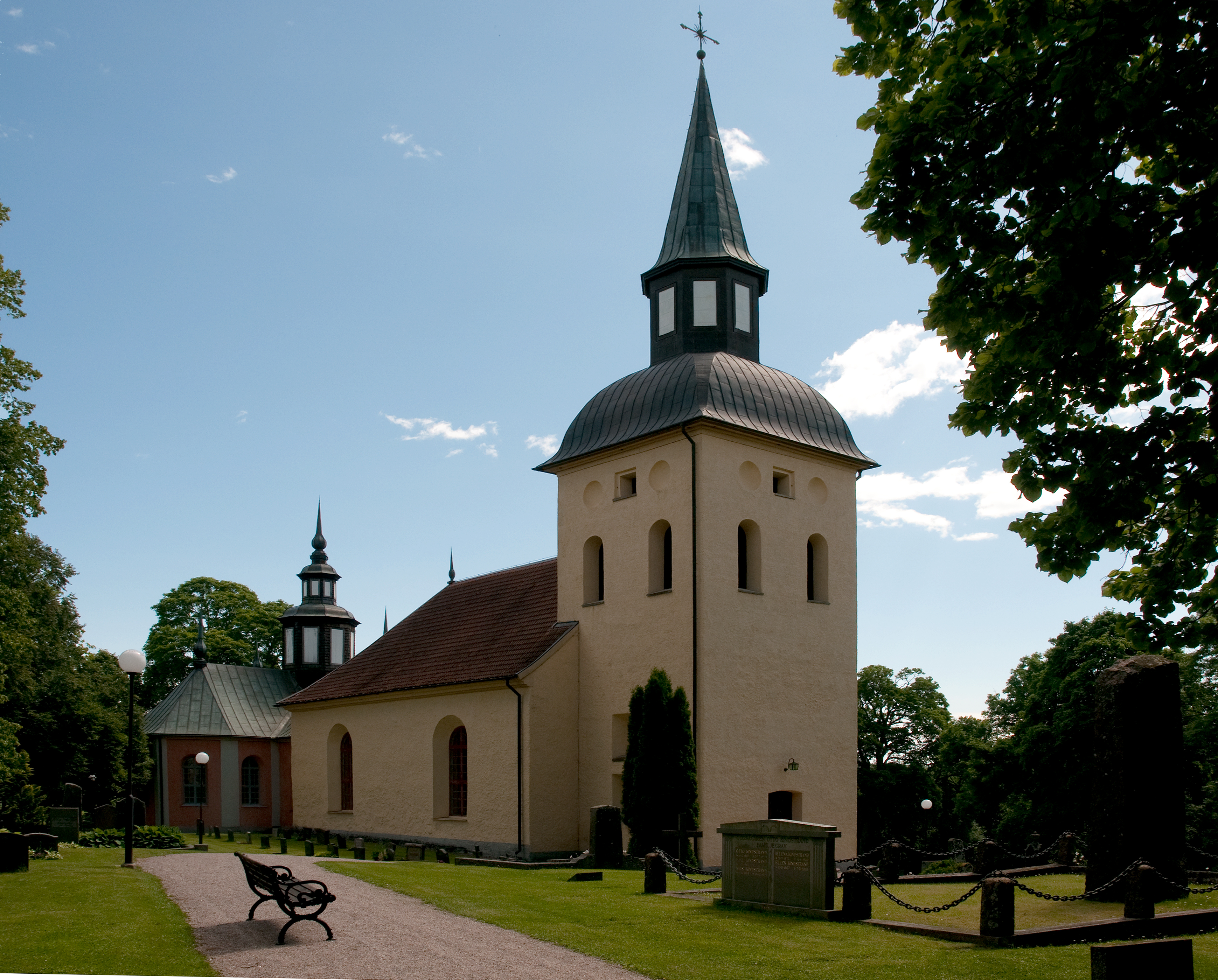
Kyrkobyggnaden

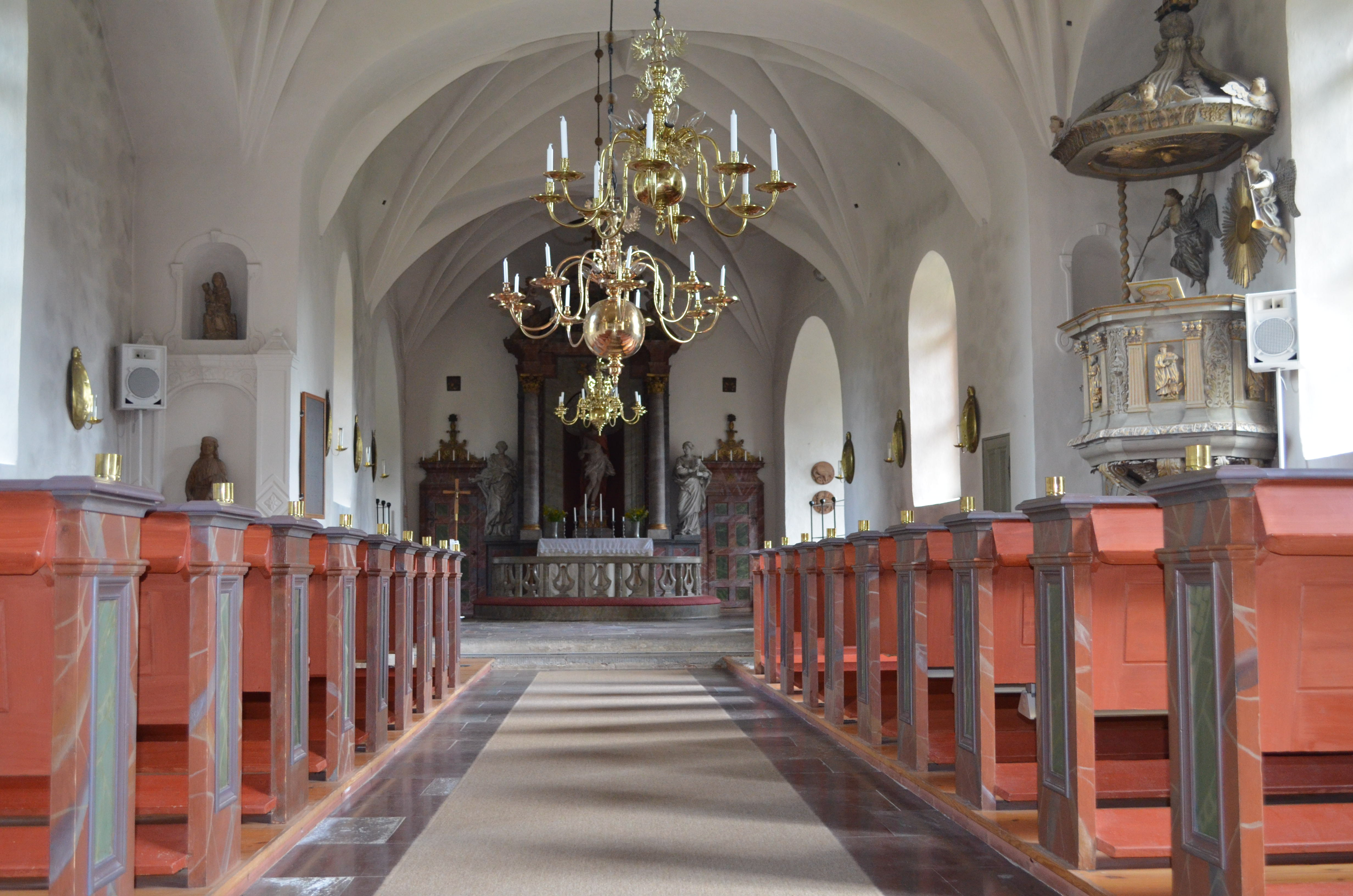
Kyrkosalen

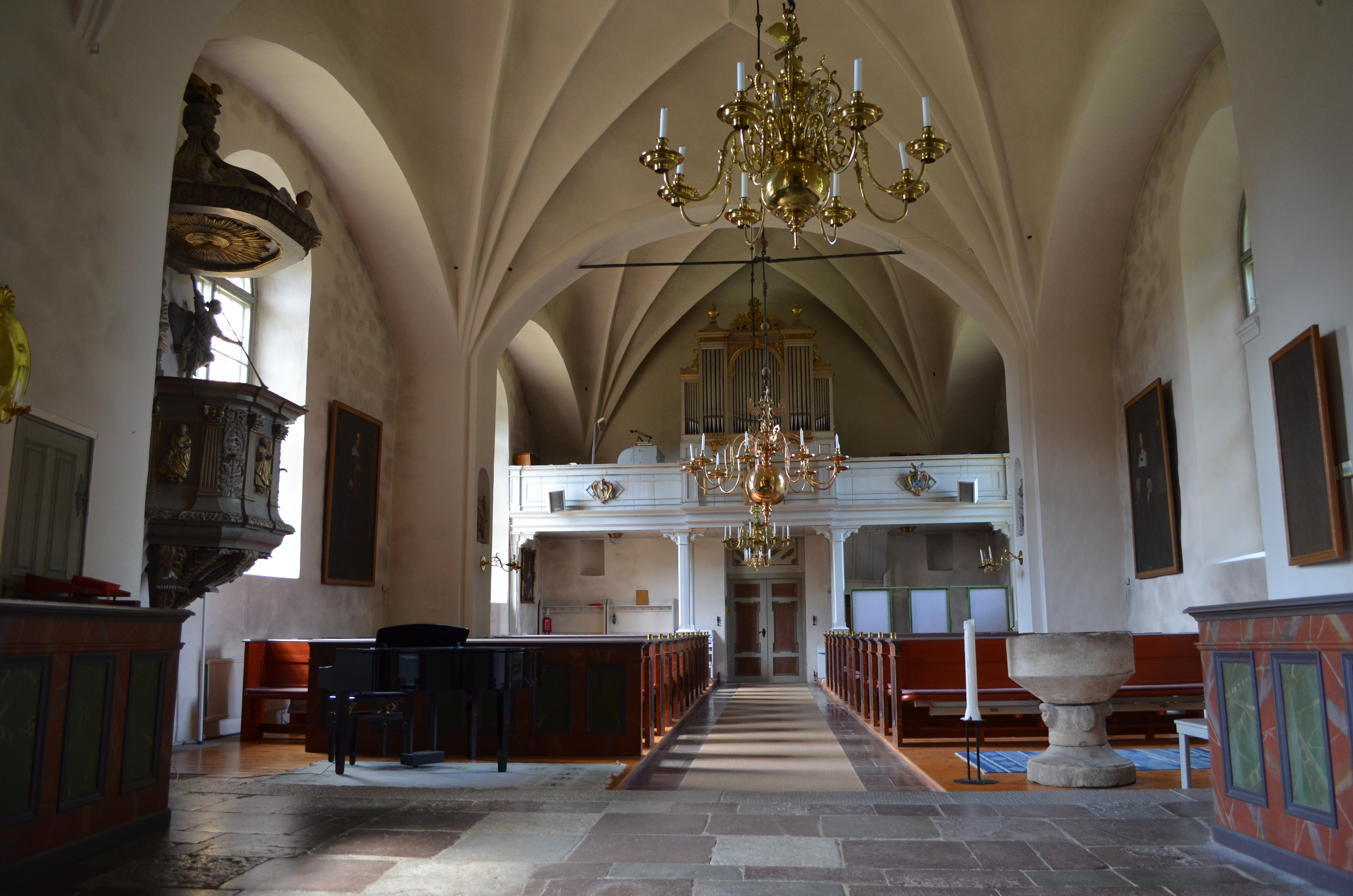
Kyrkosalen med predikstol och kyrkorgeln

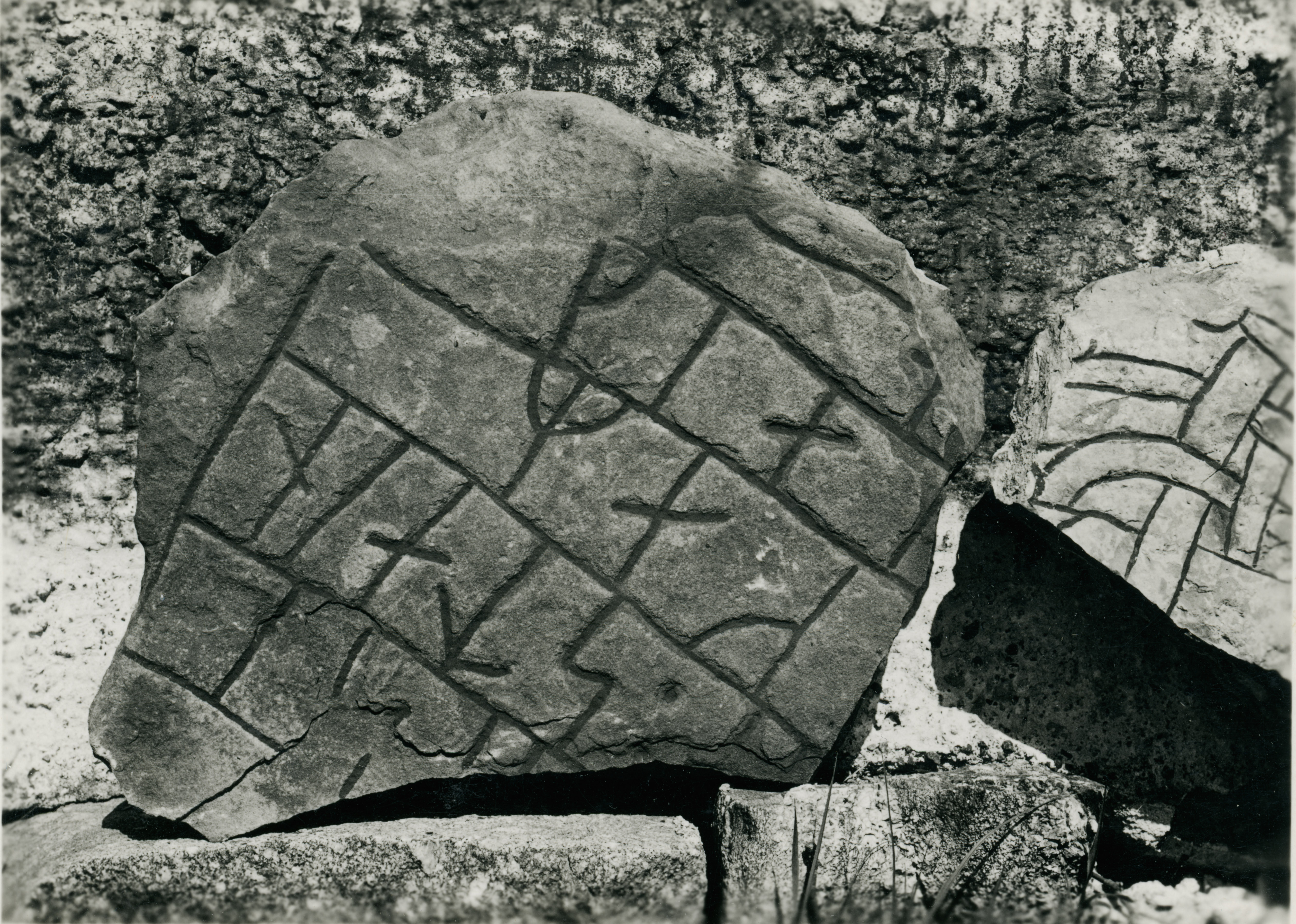
Runsten som finns i vapenhuset i Ludgo kyrka.

Ludgo kyrka är en kyrkobyggnad i Ludgo i Strängnäs stift. Den är församlingskyrka i Rönö församling. Kyrkan ligger i runstensrik trakt.

## Kyrkobyggnaden
Kyrkans långhus är från tidig medeltid sannolikt 1100-talet eller början av 1200-talet. Före år 1500 byggdes ett vapenhus framför huvudingången i sydväst och en sakristia vid norra sidan om koret. På 1640-talet byggdes ett gravkor vid korets norra sida för familjen Silfverstierna på Ludgonäs. Sannolikt revs då den medeltida sakristian. En ombyggnad genomfördes åren 1673–1678 då kyrkan fick sitt nuvarande utseende. Öster om koret uppfördes en tresidig sakristia. Söder om koret uppfördes det Drakenhielmska gravkoret. De båda gravkoren tillsammans med saktistian har en treklöverformad planform och kröns av ett litet torn. Vid samma ombyggnad uppfördes kyrktornet vid långhusets västra kortsida och vapenhuset i söder togs bort. En fristående klockstapel revs och kyrkklockorna flyttades upp i tornet.

## Karolineruniform
I kyrkans norra gravkor finns textiler utställda, däribland Carl Wilhelm Drakenhielms uniform som han bar då han dödades utanför Fredriksten i november 1718. Denna uniform är endast en av fyra bevarade uniformer från Karl XII:s karoliner.

## Inventarier
Altarprydnaden är ett verk från 1600-talet, utförd av Burchard Precht. I nischer i långhusets väggpilastrar står ett par skulpturer, Jungfru Maria och Johannes Döparen, utförda i sandsten omkring 1400. Två runstenar från 1000-talets mitt står vid ingången till kyrkogården. Dopfunten är tillverkad på 1200-talet av kalksten från Gotland.

### Orgel
- 1687 bygger Olof Lax, Nyköping en orgel med 9 stämmor och bihängd pedal. Orgeln skänktes av landshövdingen Mårten Lindhielm.[1]

| Manual        | Pedal   |
| Flöjt 16´     | Bihängd |
| Flöjt 8'      |         |
| Qvintadena 8' |         |
| Principal 4'  |         |
| Oktava 4'     |         |
| Qvintadena 3' |         |
| Oktava 2'     |         |
| Mixtur        |         |
| Dulcian       |         |

- 1863 bygger Per Larsson Åkerman, Stockholm en orgel med 8 stämmor.
- 1886 bygger Åkerman & Lund, Stockholm en orgel med 8 stämmor.
- Den nuvarande orgeln är byggd 1948 av A Mårtenssons Orgelfabrik AB, Lund. Orgeln är pneumatisk och har två fri och två fasta kombinationer. Det finns även automatisk pedalväxling.

| Huvudverk I     | Svällverk II      | Pedal      | Koppel   |
| Principal 8´    | Rörflöjt 8´       | Subbas 16´ | I/P      |
| Borduna 8´      | Salicional 8´     | Borduna 8´ | II/P     |
| Oktava 4´       | Principal 4´      | Oktava 4´  | II/I     |
| Flöjt 4´        | Gemshorn 4'       |            | II 16'/I |
| Oktava 2'       | Nasard 2 2/3'     |            | II 4'/I  |
| Mixtur 3-4 chor | Svegel 2'         |            | II 4'/P  |
| Trumpet 8'      | Ters 1 3/5'       |            |          |
|                 | Crescendosvällare |            |          |